# FK Fjelnir Rejkjavik
FK Fjelnir  (isl. Ungmennafélagið Fjölnir) je fudbalski klub sa Islanda. Trenutno se takmiči u Drugoj ligi Islanda, nakon što je 2009. bio poslednji u Islandskoj prvoj ligi.

## Uspesi
- Finale kupa Islanda protiv KR Rejkjavika.

## Spoljašnje veze
- Zvaničan sajt kluba